# Phosphorus jansoni
Phosphorus jansoni is een keversoort uit de familie boktorren (Cerambycidae).

## Kenmerken
Deze zwarte boktor heeft een bruingeel schild met op het achtereind een grote zwarte vlek. De soort heeft de kenmerkende antennen van een boktor.

## Voortplanting
De eieren worden afgezet in bomen. De larven zijn schadelijk voor economisch belangrijke boomsoorten, waaronder de colaboom.

## Verspreiding en leefgebied
Deze soort komt voor in de bossen van Afrika.